# Sydney McLaughlin-Levrone
Sydney Michelle McLaughlin-Levrone (New Brunswick (New Jersey), 7 augustus 1999) is een Amerikaanse atlete, die zich heeft gespecialiseerd in het hordelopen en de sprint. Zij werd in augustus 2021 olympisch kampioene in Tokio met een wereldrecord op de 400 m horden. Op diezelfde Spelen won zij eveneens goud met de Amerikaanse estafetteploeg op de 4 × 400 m. Zij is tevens de eerste vrouw ter wereld die de 400 m horden binnen de 52 seconden liep. In juli 2022 werd ze wereldkampioene op de 400 m horden met opnieuw een wereldrecord. Daarbij werd ze de eerste vrouw die op deze discipline onder de 51 seconden eindigde. Bovendien maakte zij ook nu, net als in Tokio, deel uit van het Amerikaanse team dat de 4 × 400 m estafette won. Op 8 augustus 2024 won zij op de Olympische Spelen in Parijs wederom goud op de 400 m horden, met 50,37 als nieuw wereldrecord. Op 10 augustus 2024 behaalde zij met haar team opnieuw goud op de 4 × 400 m estafette vrouwen.

## Levensloop

### Successen als junior
McLaughlin is de dochter van Willie McLaughlin, die bij de Olympische trials in 1984 de halve finale haalde op de 400 m. Zij begon op jonge leeftijd met atletiek. Daarmee trad ze in de voetsporen van haar oudere broer Taylor en zus Morgan. McLaughlin bleek over talent te beschikken. Ze werd in 2014 tweede op de 400 m horden op de nationale kampioenschappen voor junioren tot 20 jaar (U20). De tijd van 55,63 s was een wereldrecord in de leeftijdscategorie tot en met veertien jaar. In die tijd zette ze ook een wereldrecord in haar leeftijdscategorie op de 100 m horden.
Haar eerste grote internationale succes boekte McLaughlin in 2015 met winst op de wereldkampioenschappen voor U18-junioren in het Colombiaanse Cali. In juli 2016 eindigde zij als derde op de Amerikaanse trials en dwong daarmee kwalificatie af voor de Olympische Spelen in Rio de Janeiro. Haar tijd van 54,16 was een wereldrecord voor junioren. In Brazilië strandde zij in de halve finale.

### Professioneel atlete
In de jaren na de Spelen in Rio de Janeiro bleef McLaughlin zich gestaag verbeteren en paste zij ook haar status als atlete aan. Direct na de Spelen in Rio had zij zich aangemeld bij de Universiteit van Kentucky en daarbij een intentieverklaring ondertekend, dat zij zou deelnemen aan het NCAA-atletiekprogramma. Dit had onder meer tot resultaat, dat zij in 2018 de NCAA-titel op de 400 m horden in de wacht sleepte. Daarna hield zij het universiteitsleven echter voor gezien en zette zij in oktober 2018 haar handtekening onder een lucratieve sponsordeal met New Balance. Vanaf dat moment was zij een professionele atlete.
In 2019 veroverde McLaughlin zilver op de wereldkampioenschappen in Doha achter haar landgenote Dalilah Muhammad, die met 52,16 s haar eigen, enkele maanden oude wereldrecord van 52,20 verbeterde. McLaughlin finishte in 52,23. Op 4 × 400 m won ze vervolgens goud met het Amerikaanse team, dat verder bestond uit Phyllis Francis, Dalilah Muhammad en Wadeline Jonathas.
In juni 2021 werd duidelijk, hoezeer McLaughlin als atlete inmiddels was gegroeid. Want tijdens de Amerikaanse Olympic Trials, tevens de Amerikaanse kampioenschappen van dat jaar, bleken de rollen ten opzichte van de WK van 2019 omgedraaid: dit keer won McLaughlin en werd Mohammad tweede. Daar kwam nog bij dat zij won in 51,90, een verbetering dus van het wereldrecord van haar landgenote. Zij werd hiermee tevens de eerste vrouw ter wereld die de grens van 52 seconden had doorbroken. Muhammad finishte ditmaal in 52,42. Het waren op dat moment de twee beste wereldprestaties van het jaar.

### Tweemaal olympisch goud
Het grootste succes in haar carrière tot op heden boekte McLaughlin vervolgens op de Olympische Spelen in Tokio. In de finale van de 400 m horden versloeg ze haar landgenote, regerend olympisch kampioene Muhammad, opnieuw, ditmaal in 51,46, een verdere verbetering van haar eigen wereldrecord met bijna een halve seconde. Muhammad finishte in 51,58, eveneens onder het vorige wereldrecord. In het kielzog van dit geweld pakte de Nederlandse Femke Bol de bronzen medaille in de Europese recordtijd van 52,03.
 Een aantal dagen later veroverde McLaughlin haar tweede gouden olympische medaille als lid van de Amerikaanse estafetteploeg op de 4 × 400 m, die verder bestond uit Allyson Felix, Dalilah Muhammad en Athing Mu.

### 2022-heden
Een jaar na de Olympische Spelen van Tokio verbeterde McLaughlin haar daar gelopen wereldrecord op de 400 m horden. Zij deed dat in een tijd van 51,41 s tijdens de Amerikaanse kampioenschappen. Op de WK in Eugene (VS) in 2022 stelde ze het wereldrecord nog scherper tot 50,68 s. In 2024, twee maanden voor de Olympische Spelen in Parijs, verbeterde ze haar eigen wereldrecord opnieuw, nu tot 50,65 s, wederom gelopen in Eugene.
Op 8 augustus 2024 verbeterde ze opnieuw haar wereldrecord in de finale op Olympische Spelen van Parijs. Ze won goud in een tijd van 50,37 s. Ook de gouden medaille in de 4 x 400 m estafette werd op 10 augustus 2024 met overmacht behaald.

## Titels
- Olympisch kampioene 400 m horden - 2020, 2024
- Olympisch kampioene 4 x 400 m - 2020
- Wereldkampioene 400 m horden - 2022
- Wereldkampioene 4 x 400 m - 2019, 2022
- Amerikaans kampioene 400 m - 2023
- Amerikaans kampioene 400 m horden - 2021, 2022
- NCAA-kampioene 400 m horden - 2018
- Wereldkampioene U20 400 m horden - 2015

## Persoonlijke records
Outdoor
| Onderdeel    | Prestatie          | Datum           | Plaats      |
| ------------ | ------------------ | --------------- | ----------- |
| 200 m        | 22,07 (-0.3 m/s)   | 18 mei 2024     | Los Angeles |
| 400 m        | 48,74 s            | 8 juli 2023     | Eugene      |
| 100 m horden | 12,65 s (+2,0 m/s) | 9 mei 2021      | Walnut      |
| 400 m horden | 50,37 s (WR)       | 8 augustus 2024 | Parijs      |

Indoor
| Onderdeel   | Prestatie | Datum            | Plaats          |
| ----------- | --------- | ---------------- | --------------- |
| 60 m        | 7,33 s    | 4 februari 2023  | Boston          |
| 200 m       | 22,68 s   | 9 maart 2018     | Seattle         |
| 400 m       | 50,36 s   | 10 maart 2018    | College Station |
| 500 m       | 1.09,46 s | 26 januari 2019  | Boston          |
| 60 m horden | 8,17 s    | 15 maart 2015    | New York        |
| verspringen | 6,29 m    | 28 februari 2017 | New York        |

## Palmares

### 400 m
- 2023:  Amerikaanse kamp. - 48,74 s

Diamond League podiumplaatsen
- 2023:  Meeting de Paris - 49,71 s

### 400 m horden
- 2015:  WK U18 te Cali - 55,94 s
- 2016: 5e in ½ fin. OS - 56,22 s
- 2018:  NCAA-kamp. te Eugene - 53,96 s
- 2019:  WK - 52,23 s
- 2021:  Amerikaanse kamp. te Eugene - 51,90 s (WR)
- 2021:  OS - 51,46 s (WR)
- 2022:  Amerikaanse kamp. te Eugene - 51,41 s (WR)
- 2022:  WK - 50,68 s (WR)
- 2024:  Amerikaanse kamp. te Eugene - 50,65 s (WR)
- 2024:  OS - 50,37 s (WR)

Diamond League podiumplaatsen
- 2019:  Bislett Games - 54,16 s
- 2019:  Herculis - 53,32 s
- 2019:  Weltklasse Zürich - 52,85 s

### 4 x 400 m
- 2019:  WK - 3.18,92
- 2021:  OS - 3.16,85
- 2022:  WK - 3.17,79
- 2024:  OS - 3.15,27

## Onderscheidingen
- Wereldatlete van het jaar - 2022

- World Athletics: 14624749

1984: Nawal El Moutawakel ·
1988: Debbie Flintoff-King ·
1992: Sally Gunnell ·
1996: Deon Hemmings ·
2000: Irina Privalova ·
2004: Fani Chalkia ·
2008: Melaine Walker ·
2012: Lashinda Demus ·
2016: Dalilah Muhammad ·
2020: Sydney McLaughlin ·
2024: Sydney McLaughlin-Levrone
1972: Käsling, Kühne, Seidler, Zehrt ·
1976: Maletzki, Rohde, Streidt, Brehmer ·
1980: Prorotsjenko, Gojsjtsjik, Zjoeskova, Nazarova ·
1984: Leatherwood, Howard, Brisco-Hooks, Cheeseborough ·
1988: Ledovskaja, Nazarova, Pinigina, Bryzgina ·
1992: Roezina, Dzjigalova, Nazarova, Bryzgina ·
1996: Stevens, Malone, Graham, Miles ·
2000: Miles Clark, Hennagan, Colander, Anderson ·
2004: Trotter, Henderson, Richards, Hennagan ·
2008: Wineberg, Felix, Henderson, Richards ·
2012: Trotter, Felix, McCorory, Richards-Ross ·
2016: Okolo, Hastings, Francis, Felix ·
2020: McLaughlin, Felix, Muhammad, Mu ·
2024: Little, McLaughlin-Levrone, Thomas, Holmes
1983: Walther, Busch, Koch, Rübsam ·
1987: Neubauer, Emmelmann, Schersing, Busch ·
1991: Ledovskaja, Dzjigalova, Nazarova, Bryzgina ·
1993: Torrence, Malone-Wallace, Kaiser-Brown, Miles-Clark ·
1995: Graham, Stevens, Jones, Miles-Clark ·
1997: Feller, Rohländer, Rücker, Breuer ·
1999: Tsjebykina, Gontsjarenko, Kotljarova, Nazarova ·
2001: Richards, Scott, Parris, Fenton ·
2003: Barber, Washington, Richards, Miles-Clark ·
2005: Petsjonkina, Krasnomovets, Antjoech, Pospelova ·
2007: Trotter, Felix, Wineberg, Richards ·
2009: Dunn, Felix, Demus, Richards ·
2011: Richards-Ross, Felix, Beard, McCorory ·
2013: Goesjtsjina, Firova, Ryzjova, Krivosjapka ·
2015: Day, Jackson, McPherson, Williams-Mills ·
2017: Hayes, Felix, Wimbley, Francis ·
2019: Francis, McLaughlin, Muhammad, Jonathas ·
2022: Diggs, Steiner, Wilson, McLaughlin ·
2023: Saalberg, Klaver, Peeters, Bol